# رائول وازکز
رائول وازکز (انگلیسی: Raoul Vazquez؛ زادهٔ ۱۹ مارس ۱۹۹۷) خواننده اهل اسپانیا است. وی از سال ۲۰۱۷ میلادی تاکنون مشغول فعالیت بوده است.